# Scudo sammarinese
Lo Scudo sammarinese è una moneta d'oro avente corso legale unicamente all'interno della Repubblica di San Marino.
Ha il peso legale di 3 grammi e con titolo di 917/1000. Viene coniata per conto della Repubblica dall'Istituto Poligrafico e Zecca dello Stato italiano, nei tagli di 1/2 scudo e da 2 scudi.
È emessa puramente per fini numismatici, ma può essere tuttavia usata come moneta commerciale nel territorio sammarinese ove ha corso legale.